# Bosna a Hercegovina na zimních olympijských hrách
Bosna a Hercegovina na zimních olympijských hrách startuje od roku 1994. Toto je přehled účastí, medailového zisku a vlajkonošů na dané sportovní události.

## Účast na Zimních olympijských hrách
| Dějiště ZOH            | ZOH      | Vlajkonoš                           | Zlatá medaile | Stříbrná medaile | Bronzová medaile | Celkem |
| ---------------------- | -------- | ----------------------------------- | ------------- | ---------------- | ---------------- | ------ |
| 1994 Lillehammer       | ZOH 1994 | Bekim Babić                         |               |                  |                  | 0      |
| 1998 Nagano            | ZOH 1998 | Mario Franjić                       |               |                  |                  | 0      |
| 2002 Salt Lake City    | ZOH 2002 | Enis Bećirbegović                   |               |                  |                  | 0      |
| 2006 Turín             | ZOH 2006 | Aleksandra Vasiljević               |               |                  |                  | 0      |
| 2010 Vancouver         | ZOH 2010 | Žana Novaković                      |               |                  |                  | 0      |
| 2014 Soči              | ZOH 2014 | Žana Novaković                      |               |                  |                  | 0      |
| 2018 Pchjongčchang     | ZOH 2018 | Elvedina Muzaferija                 |               |                  |                  | 0      |
| 2022 Peking            | ZOH 2022 | Elvedina Muzaferija Mirza Nikolajev |               |                  |                  | 0      |
| 2026 Milán             | ZOH 2026 |                                     |               |                  |                  |        |
| Celkem                 | 8        |                                     | 0             | 0                | 0                | 0      |
| Zdroj na Olympedia.org |          |                                     |               |                  |                  |        |